# Ian Dunn
Ian Dunn (Wednesbury, 1965) è un attore britannico.
Il suo esordio fu in Le amiche americane di Tristram Powell nel 1991. Successivamente è stato attivo soprattutto in numerose serie TV e soap opera britanniche, tra cui Coronation Street, Doctors, Holby City, Outlander, I viaggi di Gulliver, Tre fantastiche tredicenni.
È stato sposato con l'attrice Emma Chambers dal 1991 alla morte di lei nel 2018.